# 활성인자
전사 활성인자(activator)는 유전자나 유전자 집합의 전사를 증가시키는 단백질이다. 활성인자는 대개 DNA 결합 단백질(DNA-binding protein)이며 인핸서(enhancer)나 프로모터(promoter)에 결합한다.
활성인자는 프로모터 영역이나 그 근처에 있는 DNA 서열에 특이적으로 결합하고, 전사기구(RNA 중합효소와 전사인자)와 단백질-단백질 상호작용을 통하여 전사기구가 프로모터에 잘 결합하도록 한다. 이때 활성인자가 결합한 DNA 부분을 "활성인자 자리(activator site)"라고 한다. 전사기구와 직접적으로 단백질-단백질 상호작용하는 활성인자의 부위를 "활성화 영역(activation region)"이라고 하며, 그에 대응하여 활성인자와 상호작용하는 전사기구의 부위는 "활성화 표적(activation target)"이라 한다.

## 같이 보기
- 오페론
- 프로모터
- 전사인자